# Diego Ronsisvalle
Diego Ronsisvalle (Roma, 5 gennaio 1971) è un regista, sceneggiatore e produttore cinematografico italiano.

## Biografia
Dopo la maturità linguistica si iscrive a Scienze Politiche a la Sapienza, facoltà che abbandona dopo breve tempo per seguire la strada del cinema, volando in America e frequentando un corso di regia e sceneggiatura alla scuola di cinema statunitense New York Film Academy del Tribeca Film Center di Robert De Niro. Di origine siciliana, è artisticamente molto legato a queste sue radici e in particolare alla città da cui proviene la sua famiglia, Messina, e la vicina Taormina.
Autore di diversi documentari all'interno del Vaticano, ha lavorato nella fiction cinematografica e televisiva (sua la regia di alcune delle più recenti puntate di Un posto al sole); tuttavia la sua vera gavetta ha avuto luogo nel mondo degli spot pubblicitari, dove ha collaborato con registi del calibro di Woody Allen, John Woo, Tony Scott e Wim Wenders (su quest'ultimo ha anche girato un film-ritratto) e dove ha acquisito solide esperienze in più ruoli: regia, sceneggiatura, produzione.
Ha esordito come regista al cinema col film Gli astronomi tratto dall'omonimo libro del padre (edito da Sellerio nel 1989) e, dopo la regia di un corto ed un mediometraggio sulla casa Estense durante il primo Rinascimento,  ha girato il suo secondo film dal titolo Un amore di Gide, sempre tratto da un libro omonimo del padre Vanni (giornalista e scrittore che ha lavorato anche per la RAI) sull'abituale presenza dello scrittore André Gide a Taormina negli anni '50.
Diego è anche autore di un lavoro di critica sull'opera di Vitaliano Brancati, Il sesso, il lutto e il cono gioioso dell'Etna uscito nel 1995 per Bonanno Editore (precedentemente realizzato in forma audiovisiva) e che nel settembre 2004 è stato oggetto di un seminario dal titolo Catania ieri e oggi nel 50º anniversario della morte di Vitaliano Brancati, svoltosi nella relativa Università. Altre sue produzioni audiovisive legate alla Sicilia sono: L'Etna come set del 1999 e il Backstage del film Gli Astronomi del 2002.
Ha scritto, diretto e prodotto per la RAI il documentario Il meridiano della solitudine - Lucio Piccolo e il suo favoloso quotidiano tratto ancora una volta da un libro del padre Vanni e andato in onda su Rai 5 il 22 novembre 2015

## Premi
- Premio opera prima Roma film fest 2003 per “ Gli Astronomi “
- Menzione speciale ai Globi d'oro 2003 per Gli Astronomi
- Premio speciale ai Globi d'Oro 2005 per Il potere sottile

## Cinema

### Lungometraggi
- Un amore di Gide (2008). Presentato al Taormina Film Fest nel 2008[7] e al Sicilian Film Festival di Miami Beach nel 2009[8]
- Gli Astronomi (2002). Presentato al Taormina Film Fest nel 2002[9]

### Mediometraggi
- Le Grandi Dame di Casa d'Este (2004; sceneggiatura di Francesca Pedrazza Gorlero e Federica Saini Fasanotti).

- Il sesso il lutto ed il cono gioioso dell’etna. (documentario su Vitaliano Brancati)

1994
- Quasimodo l’universale del verso

(Documentario)
2018
- Giovanni Paolo II

Anno dopo Anno 
(20 puntate da 28m)
Produzione Ctv
Anno 1998
- Quel muro a Berlino

(documentario)
Produzione SAT2000
Anno 1999

### Cortometraggi
- Il potere sottile (2004; sceneggiatura di Francesca Pedrazza Gorlero). Presentato al Festival del Cinema di Venezia il 5 settembre 2004[10].

- Diamonds and sidewalk (dur.14m)

Produzione NYFA
Anno 1996
- Florence e la verità (dur. 22m)

Produzione Grg film
Anno 1995

## Televisione
- Il meridiano della solitudine - Lucio Piccolo e il suo favoloso quotidiano (2015; documentario)
- Un posto al sole

Omaggio a Vitaliano Brancati
Con David Coco e Galatea Ranzi
(2020)